# Menadžer
Menadžer (engl. manager) je u današnje vrijeme sve popularniji izraz i često se koristi u medijima, poglavito u specijaliziranim časopisima. 

## Ekonomsko okruženje i menadžment
U kontekstu menadžmenta i ekonomskog okruženja:

### Definicija
Riječ menadžer u literaturi ima više značenja, a četiri se pojavljuju kao glavna: poslovođa, upravitelj, poduzetnik i ravnatelj.
Kao menadžeri, ljudi izvršavaju menadžerske funkcije planiranja, organiziranja, kadrovskog popunjavanja, vođenja i kontroliranja. Cilj svih menadžera je isti: stvoriti višak.
Menadžer je osoba čije primarne zadaće proizlaze iz procesa menadžmenta, planira i donosi odluke, organizira rad i poslovanje, zapošljava i vodi ljude te kontrolira resurse. On je također osoba koja ostvaruje ciljeve angažiranjem drugih da izvršavaju zadaće.

### Razine menadžera
- Visoka razina (Top Manager)
- Srednja razina (Middle Manager)
- Prva razina, poslovođa (Low Manager)

### Aktivnosti menadžera
U osobi menadžera objedinjeno je više aktivnosti i zbog toga je vrhunski menadžer onaj koji zna upravljati vremenom (Time management). Neke od važnijih aktivnosti menadžera jesu :
- tehničke
- financijske
- komercijalne
- računovodstvene
- sigurnosne
- menadžerske
- održavanje sastanaka
- pisanje izvještaja

Prioritetne aktivnosti managera su :
1. postavljanje ciljeva
2. planiranje
3. delegiranje autoriteta
4. samorazvoj
5. kreativnost

### Tipične pogreške
1. Licemjerstvo - menadžeri se vole miješati u posao svojih suradnika ili čak odlučivati umjesto njih što je znak nepoštovanja.
2. Nedovoljno informiranje - potrebno je jasno, pravovremeno i objektivno informiranje čime se razvija međusobno povjerenje.
3. Osamljene odluke - suradnike se ne uključuje u proces odluke iako se radi o području gdje bi manager morao konzultirati suradnike.
4. Nedostatak mogućnosti sudjelovanja - misli se na sudjelovanje u poslovnom odlučivanju čime bi suradnici postali lojalniji poduzeću.
5. Nedovoljna spremnost na razgovor i diskusiju - manageri se boje da će na taj način izgubiti dio svojih ovlasti.
6. Pogreške u komuniciranju - sa suradnicima treba razgovarati na način da se kod njih potakne spremnost na razumijevanje i rješavanje problema.

### Uloge
- Informacijska uloga - promatranje okoline, širenje informacija izvan i unutar poduzeća
- Interpersonalna uloga - potrebna je vještina rada s ljudima, vođenje i povezivanje unutar poduzeća
- Uloga odlučivanja - donošenje odluka i pregovaranje

### Vještine
- Koncepcijske - sagledavanje "velike slike" poduzeća da bi mogao donositi prave odluke
- Vještine oblikovanja - rješavanje poslovnih problema u poduzeću
- Vještine rada s ljudima - motivacija, nagrađivanje, pomaganje, komunikacija, rješavanje konflikata
- Tehničke vještine - specijalistička znanja, većinom potrebna prvoj razini managera koji imaju operativnu zadaću

### Mentalna mapa
Ova mentalna mapa trebala bi poslužiti kao dokument koji će pomoći kod lakšeg pamćenja glavnih obilježja teme koja se obrađuje u članku.